# Peder Nilsson (borgmästare)
Peder Nilsson, död på 1550-talet, var en svensk borgmästare.

## Biografi
Peder Nilsson var borgmästare i Linköping 1539 eller 1540 och kallades då till borgmästare i Stockholm av Gustav Vasa. Han satt i rätten i Stockholm 1540, 1541, 1543, 1545, 1547, 1549 och 1551. Peder Nilsson avled före 9 april 1554.

### Egendom
Peder Nilsson ägde hus i Stockholm på Svartbrödragatan och i Svartbrödrabrinken.

### Familj
Peder Nilsson var gift med Åletta Hansdotter, dotter till skräddaren Hans (död 1550) och Birgitta i Stockholm. De fick tillsammans barnen vinhandlaren och gästgivaren Nils Persson (död före 1592).